# Joseph René Vilatte
Joseph René Vilatte, Mar Tymoteusz I (ur. 24 stycznia 1854 w Paryżu, zm. 8 lipca 1929 w Wersalu) – francuski episcopus vagans działający na terenie Ameryki Północnej i Europy. W okresie swojego życia związany z kilkoma różnymi wyznaniami chrześcijańskimi.

## Życiorys

### Młodość
Joseph René Vilatte urodził się w 1854 w Paryżu w rodzinie należącej do sekty katolickiej Petite Eglise nieuznającej Konkordatu z 1801 roku. Jego ojciec Joseph René Vilatte był rzeźnikiem. W 1857 roku stracił matkę i przez kilka lat był wychowywany przez dziadków mieszkających w prowincji Maine.
Joseph René Vilatte, mimo że należał do wspólnoty schizmatyckiej, uczył się w szkołach i kolegiach rzymskokatolickich prowadzonych przez Braci Szkolnych. W 1867 roku przystąpił do Kościoła rzymskokatolickiego i przyjął chrzest sub conditione w obrządku łacińskim w katedrze Notre-Dame w Paryżu.

### Emigracja
Podczas wojny francusko-pruskiej Vilatte służył w Gwardii Narodowej. Po upadku II Cesarstwa wyemigrował do Kanady. Tam osiadł w Quebecu. Pracował jako nauczyciel i katecheta. Po dwuletnim pobycie w Kanadzie powrócił do Francji. Obawiając się powtórnego wcielenia do armii wyemigrował do Belgii, gdzie związał się z Kongregacją Braci w Chrystusie prowadzącą działalność ewangelizacyjną w Namur. Następnie w 1877 roku ponownie powrócił do Kanady i rozpoczął studia filozoficzne w Kolegium Saint-Laurent w Montrealu. Tam poznał nauki byłego księdza rzymskokatolickiego Charlesa Chinqueya, pod którego wpływem po trzech latach studiów opuścił seminarium, odszedł z Kościoła katolickiego i rozpoczął studia na Uniwersytecie McGill.

### Duchowny protestancki
W 1884 roku został pastorem prezbiteriańskim i rozpoczął misję wśród kolonistów francuskojęzycznych w Stanach Zjednoczonych Ameryki. W latach 1884–1885 był ministrem zboru w Green Bay w stanie Wisconsin. Z czasem Vilatte zaczął szukać zbliżenia z Kościołem episkopalnym. Nawiązał współpracę z biskupem episkopalnym diecezji Fond du Lac, Johnem Brownem. W międzyczasie też nawiązał łączność ze grupą starokatolików, która poszukiwała dla siebie duszpasterza. Dzięki pomocy biskupa Fond du Lac uzyskał możliwość wyjazdu do Europy i 7 czerwca 1885 roku przyjął święcenia kapłańskie w Chrześcijańskokatolickim Kościele Szwajcarii z rąk biskupa Edwarda Herzoga.

### Duchowny starokatolicki
Po otrzymaniu święceń Joseph René Vilatte powrócił do Wisconsin i rozpoczął działalność jako ksiądz i misjonarz starokatolicki w Stanach Zjednoczonych Ameryki. Otworzył kościół w Little Sturgeon, a następnie zorganizował jeszcze kilka innych palcówek misyjnych. Pozostawał w tym czasie pod jurysdykcją biskupa episkopalnego Fond du Lac.
W 1888 roku Joseph René Vilatte wszedł w konflikt z nowym biskupem episkopalnym Fond du Lac, Charlesem Graftonem, który zamierzał ograniczyć autonomię wspólnoty starokatolickiej na terenie swojej diecezji i uregulować jej kanoniczny status. Spór ten spowodował, że Vilatte zaczął starać się o usamodzielnienie się spod jurysdykcji episkopalnego hierarchy. Początkowo zamierzał zostać samodzielnym biskupem starokatolickim. W 1890 roku Unia Utrechcka Kościołów Starokatolickich odmówiła mu jednak sakry sugerując, żeby został sufraganem biskupa episkopalnego Fond du Lac. Vilatte rozpoczął więc dialog z Rosyjskim Kościołem Prawosławnym i korespondencję z prawosławnym eparchą Aleutów i Alaski, Włodzimierzem. W 1891 roku wraz ze swoimi wiernymi został przyjęty do Cerkwi prawosławnej.
W czasie formalizowania przejścia pod jurysdykcję biskupa prawosławnego, Vilatte dowiedział się o możliwości otrzymania sakry biskupiej od arcybiskupa z Cejlonu, Mar Juliusa I, który w 1889 roku założył w Indiach Niezależny Kościół Ortodoksyjny Rytu Łacińskiego pozostający w pełnej komunii z patriarchą Antiochii Syryjskiego Kościoła Ortodoksyjnego.
Joseph René Vilatte zwołał więc do Green Bay synod swoich sympatyków i został wybrany biskupem elektem. Następnie zebrał pieniądze na opłacenie podróży i drogą morską udał się do Indii Brytyjskich. Po niemal rocznym rejsie przybył na Cejlon, gdzie nawiązał kontakt z miejscowymi hierarchami Kościoła jakobickiego, od których 29 maja 1892 roku w Colombo otrzymał konsekrację biskupią pod imieniem pontyfikalnym Mar Tymoteusz I. Następnie powrócił przez Europę do Ameryki Północnej.

### Episcopus vagans
Po przybyciu do Stanów Zjednoczonych Ameryki Vilatte został ekskomunikowany przez Kościół episkopalny. Zerwana została również współpraca z Cerkwią prawosławną. Jego święcenia biskupie źle odebrały Kościoły zrzeszone w Unii Utrechckiej Kościołów Starokatolickich. Odmówiły przyjęcia Starokatolickiego Kościoła Jakobickiego Ameryki Północnej do swojej wspólnoty. Pomimo to Vilatte zaczął się tytułować arcybiskupem starokatolickim i budować własną katedrę św. Ludwika w Green Bay. Nie odniósł jednak misyjnego sukcesu. Ekskomunika spowodowała, że w ciągu kilku lat z jego wspólnoty zaczęli odchodzić wierni. Villate po jakimś czasie też zbankrutował i został zmuszony do przeniesienia się na Wschodnie Wybrzeże. Podjął starania o rekoncyliację do Kościoła rzymskokatolickiego. W tym okresie pracował zarobkowo jako szewc.
Jako episcopus vagans podejmował się też pracy duszpasterskiej w niezależnych parafiach, które z różnych powodów zerwały jedność ze swoimi macierzystymi Kościołami i potrzebowały biskupa, który święciłby ich kościoły oraz udzielał sakramentów zastrzeżonych dla ordynariusza. Nawiązał współpracę z rodzącym się w tym czasie w Stanach Zjednoczonych ruchem polskokatolickim. W 1892 roku poświęcił wybudowany przez narodowego księdza Dominika Kolasińskiego kościół parafialny Najsłodszego Serca Panny Maryi w Detroit. Później współpracował z narodowym księdzem Franciszkiem Kołaszewskim z Cleveland. Poświęcił polskokatolicki kościół parafialny Niepokalanego Serca Maryi w Cleveland oraz uczynił Franciszka Kołaszewskiego swoim wikariuszem generalnym. Udzielił też święceń kapłańskich kilku duchownym (m.in. w 1894 roku Stefanowi Kamińskiemu, którego w 1898 roku konsekrował na biskupa).
W 1898 roku Vilatte uczynił swoim wikariuszem generalnym jednego z wyświęconych przez siebie księży, François Minguya i wyjechał do Wielkiej Brytanii. Tam przez pewien czas przebywał w niezależnej wspólnocie benedyktyńskiej, Josepha Leycestera Lyne’a. Po opuszczeniu Anglii udał się do Włoch. Prowadził tam rozmowy z biskupami katolickimi w kwestii pojednania. Odwiedził też Francję i wspólnotę starokatolicką w Piacenzy, której przewodził ksiądz Paulo Miraglia-Gulotti. W 1900 roku Joseph Vilatte konsekrował Gulottiego na biskupa Kościoła Starokatolickiego we Włoszech.
W 1901 roku Joseph Vilatte wyjechał do Kanady. Otworzył tam niewielką kaplicę misyjną na Wyspie św. Józefa. W 1903 roku ponownie udał się do Wielkiej Brytanii, gdzie konsekrował na biskupów dwóch byłych duchownych anglikańskich, Henriego Marsh-Edwardsa i Henriego Bernarda Venthama. W 1906 roku powrócił do Francji. Tam nawiązał współpracę ze wspólnotami chrześcijańskimi należącymi do ruchu gallikańskiego. W 1907 roku wyświęcił na księdza jednego z członków tej denominacji, byłego trapistę, Louisa Marie Girauda, czym zraził do siebie katolickiego arcybiskupa Paryża. Niedługo po tym wydarzeniu Vilatte powrócił powtórnie do Stanów Zjednoczonych Ameryki i osiadł w Chicago. Próbował ponownie nawiązać współpracę z parafiami polskokatolickimi. Podróżował po stanach amerykańskich oraz do Meksyku, gdzie kontaktował się z miejscowym kościołem narodowym. Wyświęcił kilku księży i założył niewielką wspólnotę zakonną.
W 1915 roku założył Amerykański Kościół Katolicki i w tym samym roku konsekrował na biskupa Fredericka Lloyda, który w 1920 roku przejął po nim przewodzenie tą niezależną katolicką denominacją. W latach 1921–1924 roku był arcybiskupem-seniorem i egzarchą Amerykańskiego Kościoła Katolickiego. W tym czasie wyświęcił jeszcze przynajmniej kilku księży i biskupów (m.in. w 1924 roku konsekrował na biskupa Afroamerykanina, George’a Alexandera McGuire’a założyciela Afrykańskiego Kościoła Prawosławnego).

### Rekoncyliacja
W 1925 roku Joseph Vilatte zdecydował się na powrót do ojczyzny. Po przybyciu do Francji początkowo szukał dla siebie miejsca w grupie gnostyckiej. Szybko jednak z nią zerwał i 1 czerwca 1925 roku na spotkaniu z nuncjuszem apostolskim w Paryżu pojednał się z Kościołem rzymskokatolickim. Został księdzem rezydentem opactwa cysterskiego Port Colbert. Papież Pius XI proponował mu przyjęcie do grona hierarchów rzymskokatolickich i rekonsekrację sub conditione w obrządku łacińskim, aby miał prawo do przywilejów emerytowanego biskupa. Vilatte jednak odmówił.
Joseph Vilatte zmarł na atak serca 8 lipca 1929 roku. Pochowany został na cmentarzu Godard w Wersalu.